# Méry-ès-Bois
Méry-ès-Bois è un comune francese di 623 abitanti situato nel dipartimento del Cher, nella regione del Centro-Valle della Loira.

## Società

### Evoluzione demografica
Abitanti censiti